# Rogerus orientalis
Rogerus orientalis is een rondwormensoort uit de familie van de Rhabdolaimidae. De wetenschappelijke naam van de soort is voor het eerst geldig gepubliceerd in 1934 door Hoeppli & Chu.